# Queensbury (stanice metra v Londýně)
Queensbury je stanice metra v Londýně, otevřená 16. prosince 1934. V letech 1932-1939 se stanice nacházela na Metropolitan Line a v letech 1939-1979 se nacházela na Bakerloo Line. Dnes leží na lince:
- Jubilee Line (mezi stanicemi Kingsbury a Canons Park)

| Rok  | Počet cestujících |
| ---- | ----------------- |
| 2011 | 3,18 mil          |
| 2012 | 3,37 mil          |
| 2013 | 3,85 mil          |
| 2014 | 4,20 mil          |